# مزرعه بک‌آباد
مزرعه بک‌آباد یک منطقهٔ مسکونی در ایران است که در دهستان ماه‌نشان واقع شده‌است.